# شهرستان ویندهام (کنتیکت)
شهرستان ویندهام، کنتیکت (به انگلیسی: Windham County, Connecticut) یک سکونتگاه مسکونی در ایالات متحده آمریکا است که در کنتیکت واقع شده‌است.

## خصوصیات
شهرستان ویندهام ۱٬۳۴۹٫۳۹ کیلومترمربع مساحت دارد.